# Apatesieae
Apatesieae je tribus biljaka iz porodice čupavica (Aizoaceae), dio potporodice Ruschioideae. U tribus je uključeno šest ili sedam rodova, s najmanje 11 vrsta.

## Filogenija i revidirana klasifikacijaApatesieae(2015)
Cornelia Klak, Pavel Hanáček, Peter V. Bruyns 2015. kažu “Apatesieae (Aizoaceae) je malo pleme od 11 vrsta u sedam rodova, Apatesia, Carpanthea, Caryotophora, Conicosia, Hymenogyne, Saphesia i Skiatophytum. Sve su jednogodišnje ili višegodišnje sukulentne biljke s uglavnom ravnim, rijetko trokutnim do okruglim listovima. Analiza molekularnih podataka iz četiriju plastidnih i jezgrinih ITS sekvenci potvrđuje da su dvije neformalne skupine identificirane ranije unutar Apatesieae, "Apatesia-skupina" i "Skiatophytum-skupina", kao i svi rodovi bili monofiletni. Odnosi među rodovima "Apatesia-skupine", međutim, razlikuju se od onih prethodno predloženih, koji su se uglavnom temeljili na svojstvima plodova. Ovdje pokazujemo da su svojstva ploda vrlo homoplazijska. Naša analiza distribucijskih podataka za tri glavne klade Aizoaceae s mezomorfnim listovima, naime Apatesieae (Ruschioideae), Aizooideae i Mesembryanthemoideae, pokazuje da svaka ima različite centre raznolikosti. Apatesieae su najrazličitije u jugozapadnom Capeu, u fynbos Cape Floristic Region (CFR) i ograničene su na Greater Cape Floristic Region (GCFR). Revidirali smo klasifikaciju za Apatesieae i uključili monotipske rodove Caryotophora i Saphesia u Skiatophytum, kako bismo povećali filogenetske informacije koje prenosi klasifikacija. Pokazali smo da lektotip i protolog Mesembryanthemum flaccidum ne odgovaraju vrsti koja se trenutno povezuje s ovim imenom, koju stoga opisujemo kao novu vrstu, tj. Skiatophytum flaccidifolium. Osim toga, opisujemo novu podvrstu, Hymenogyne glabra subsp. namaquensis, koja je endemična za područje Kamieskroon u Namaqualandu. Dostavljeni su izmijenjeni opisi za Skiatophytum i Hymenogyne kao i poboljšani ključ za rodove Apatesieae i vrste Skiatophytum.”

## Rodovi
Tribus Apatesieae Schwantes ex Ihlenf., Schwantes & Straka
1. Skiatophytum L. Bolus  (3 spp.); Kapske provincije
2. Carpanthea N. E. Br.  (1 sp.); Kapske provincije
3. Hymenogyne Haw.  (2 spp.); Kapske provincije
4. Apatesia N. E. Br.  (3 spp.); Kapske provincije
5. Conicosia N. E. Br.  (2 spp.); Kapske provincije